# Апаринский
Апаринский — хутор в Усть-Донецком районе Ростовской области.
Является административным центром Апаринского сельского поселения.

## География
В хуторе находится Гидроузел № 2 Северско-Донецкой системы шлюзования.

### Улицы
| - ул. А. Шубина, - ул. Атаманская, - ул. Буденного, - ул. Виноградная, - ул. Вишневая, - ул. Гагарина, - ул. Гоголя, - ул. Донецкая, - ул. Заводская, - ул. Инженерная, | - ул. Казачья, - ул. Комарова, - ул. Коммунистическая, - ул. Комсомольская, - ул. Космодемьянская, - ул. Механизаторов, - ул. Молодёжная, - ул. Московская, - ул. Набережная, - ул. Новостройка, | - ул. Островского, - ул. П. Морозова, - ул. Первомайская, - ул. Платова, - ул. Пушкина, - ул. С. Лазо, - ул. Садовая, - ул. Северная, - ул. Социалистическая, - ул. Степная, | - ул. Терешковой, - ул. Титова, - ул. Токовая, - ул. Университетская, - ул. Чехова, - ул. Энергетиков, - ул. Южная, - ул. Якутская, - пер. Пилотный, - пер. Солнечный. |

## История
Хутор Апаринский до революции это — хутор Апарин в Юрте Кочетовской станицы 1-го Донского округа Области Войска Донского — основан до 1837 года. В 1893 году в нём была открыта Ильинская церковь.
Хутор славился своими виноградниками. Рядом с ним в 1767 году был основан хутор Бронницкий.
В 1917—1922 годах на территории этих двух хуторов происходило установление Советской власти. Революционное преобразование встретило сопротивлением Донского казачества. Окончательно советская власть здесь установилась в 1920 году.
В 1925 году, в соответствии с решением Правительства, на территории хутора Апаринского был создан Апаринский сельский Совет. К нему относились хутора Апаринский, Бронницкий и Кресты. В хуторе Апаринском числилось 207 дворов, 916 жителей, школа 1-й ступени.
Апаринский сельский Совет в 1943—1963 годах относился к Раздорскому району Ростовской области; в 1963—1965 годах — к Константиновскому району Ростовской области; с 1965 года и по настоящее время — к Усть-Донецкому району.

## Население
| 2010 | 2021  |
| ---- | ----- |
| 2865 | ↗3245 |